# Bienal (artes)

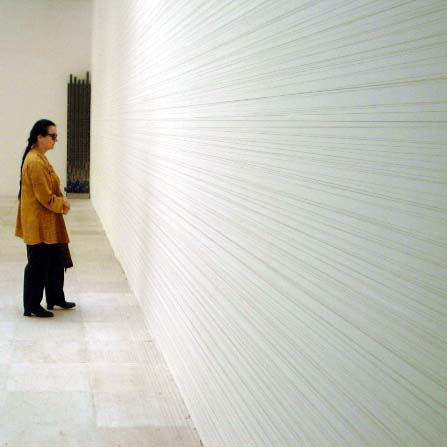
Exhibición en la Bienal de Venecia, la más importante en Europa.

Bienal significa literalmente "dos años"y puede utilizarse para describir cualquier acontecimiento con dicha duración. Es comúnmente empleado en el mundo del arte para eventos internacionales y exposiciones artísticas de gran formato. 
Encuentros internacionales de arte realizados con el intervalo de tiempo que su nombre indica. Organizados principalmente como muestras de producciones contemporáneas, se convierten en centros de interés, ya que en ellos se exhibe lo más avanzado de cada país participante, suscitando polémicas y debates teóricos. Por ejemplo, la "Bienal de París", que fue creada en 1959 por André Malraux.
La palabra se escribe de forma idéntica (Biennale) en francés o en italiano. Los oradores a veces utilizan la palabra equivalente en inglés, Biennial (por ejemplo, "Biennial of Sídney"), o en italiano, Biennale (por ejemplo, "Biennale di Venezia") al hablar o escribir de tales acontecimientos.

## Exposiciones destacadas de Bienales
El término se usa más comúnmente en el contexto de las grandes exposiciones de arte y puede referirse a la: (entre paréntesis su año de creación, por el que están ordenadas cronológicamente)
Europa
- Bienal de Venecia (Biennale di Venezia), en Venecia, Italia (1895). Esta Bienal es la más antigua de la historia.

- Bienal de Cerveira, en Vila Nova de Cerveira, Portugal (1978).
- Bienal de Estambul (The International İstanbul Biennial), en Estambul, Turquía (1987).
- Bienal de Lyon (Biennale de Lyon o Bienal de Arte Contemporáneo de Lyon), en Lyon, Francia (1991).
- Bienal de Berlín (Berlin Biennale), en Berlín, Alemania (1998).
- Bienal de Praga (Prague Biennale), en Praga, República Checa (2003).
- Bienal de Coruche, en Coruche, Portugal (2003).
- Bienal de Larnaca (Larnaca Biennale), en Lárnaca, Chipre, (2018)
- Biennal de Valencia CVO, (2019)

América
- Bienal Nacional de Artes Visuales, en Santo Domingo, República Dominicana (1942)
- Bienal de São Paulo (Bienal Internacional de Arte de São Paulo), en São Paulo, Brasil (1951).
- Peru Bienal, https://perubienal.com/ (Bienal Internacional de Peru), en Lima, Perú,  (2017).
- I Bienal Americana de Arte, en Córdoba, Argentina (1962).
- II Bienal Americana de Arte, en Córdoba, Argentina (1964).
- III Bienal Americana de Arte, en Córdoba, Argentina (1966).
- III Bienal de Artes Visuales, en Santa Cruz, Bolivia (1977).
- Bienal de La Habana, en La Habana, Cuba (1984).
- Bienal de Cuenca, en Cuenca, Ecuador (1987).
- Bienal SUR. Bienal Internacional de Arte Contemporáneo de América del Sur (2017).
- Bienal del Mercosur (Bienal do Mercosul), en Porto Alegre, Brasil (1997).
- Bienal de Resistencia (Bienal Internacional de Esculturas), en Resistencia, Provincia del Chaco, Argentina, (1988).
- Bienal del Fin del Mundo, en Ushuaia, Provincia de Tierra del Fuego, Argentina (2007).
- Bienal de Arquitectura Peruana, Perú, desde 2008 cada dos años.
- Bienal Internacional de Arte Miramar, en Miramar, Provincia de Buenos Aires, Argentina, (2013).

- Bienal de Arte Integral- Universidad Nacional de La Matanza, en Provincia de Buenos Aires, Argentina
- Bienal de Arte de Cartagena de Indias, en Colombia
- Bienal Internacional de Arte de Armenia y eje cafetero, en Colombia año 2016, 2018, 2020 (octubre)
- IX Bienal de Artes Visuales Nicaragüense 2014
- Bienal del Sur, "Pueblos en Resistencia", Venezuela (Caracas 2015 y 2017-18, Ciudad Bolívar 2019)
- Bienal de Arte Paiz, Guatemala
- Bienal Centroamericana, Centroamérica.
- Bienal Internacional de Arte Contemporáneo de América del Sur, Buenos Aires, Argentina.
- Bienal Internacional de Radio, México.

África, Asia y Oceanía
- Bienal de Sídney (Biennale of Sídney), en Sídney, Australia (1973).
- Bienal de Dakar (Biennale d'Art Africain Contemporain o Dak'Art), en Dakar, Senegal (1992).
- Bienal de Luanda : Foro Panafricano de Cultura de Paz, en Luanda, Angola (2019)
- Bienal de Sharjah (Sharjah Biennial o بينالي الشارقة), en Sharjah, Emiratos Árabes Unidos (1993).
- Bienal de Shanghái (Shanghai Biennale o 上海双年展), en Shanghái, China (1996 y 1998 bienales nacionales, desde 2000, internacional).
- Bienal de Taipéi (Taipei Biennial o 臺北雙年展), en Taipéi, Taiwán (1998).
- Bienal de Pekín (Beijing International Art Biennale o 中国北京国际美术双年展), en Pekín, China (2003).
- Bienal de Kuandu (Kuandu Biennale o 關渡雙年展), en Taipéi, Taiwán.
- Bienal de Singapur (Singapore Biennale), en Singapur, Singapur (2006).
- Bienal de Arte asiático (Asian Art Biennial o 亞洲藝術雙年展), en Taichung, Taiwán (2007).
- Bienal de Taiwán (Taiwan Biennial o 臺灣美術雙年展), en Taichung, Taiwán (2008).
- Bienal Animamix, en Taipéi de Taiwán, Shanghái, Pekín, Cantón de China.
- Bienal de Arte Contemporáneo de Gran Taipéi (Greater Taipei Contemporary Art Biennial o 大臺北當代藝術雙年展) Taipéi, Taiwán (2016).
- Bienal de Keelung (Keelung Harbor Biennial o 基隆港口藝術雙年展), en Keelung, Taiwán (2018).